# Sompolno (gromada 1954–1957)
Sompolno – dawna gromada, czyli najmniejsza jednostka podziału terytorialnego Polskiej Rzeczypospolitej Ludowej w latach 1954–1972.
Gromady, z gromadzkimi radami narodowymi (GRN) jako organami władzy najniższego stopnia na wsi, funkcjonowały od reformy reorganizującej administrację wiejską przeprowadzonej jesienią 1954 do momentu ich zniesienia z dniem 1 stycznia 1973, tym samym wypierając organizację gminną w latach 1954–1972.
Gromadę Sompolno z siedzibą GRN w Sompolnie (wówczas wsi) utworzono – jako jedną z 8759 gromad na obszarze Polski – w powiecie kolskim w woj. poznańskim, na mocy uchwały nr 24/54 WRN w Poznaniu z dnia 5 października 1954. W skład jednostki weszły obszary dotychczasowych gromad Sompolno i Sompolno-Kolonia oraz miejscowości Dąbrowa (wieś) i Dąbrowa (osada leśna) z dotychczasowej gromady Police ze zniesionej gminy Sompolno w tymże powiecie. Dla gromady ustalono 27 członków gromadzkiej rady narodowej.
Gromadę Sompolno zniesiono 1 stycznia 1958 w związku z nadaniem jej statusu osiedla.
31 grudnia 1971 powstała gromada Sompolno o zupełnie innych granicach.